# Elisabeth Röckel

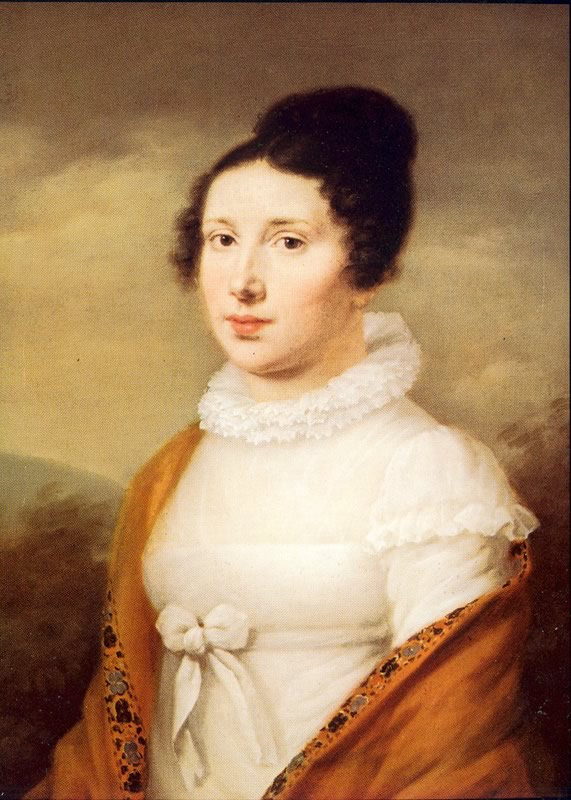
Elisabeth Röckel, Ölgemälde von Willibrord Joseph Mähler, um 1814 – Düsseldorf, Goethe-Museum

Registrierung von „Maria Eva Elise [!], geborne Röckl“ bei der Taufe ihres Sohnes Eduard Hummel, 1814 in Wien, Dompfarre St. Stephan

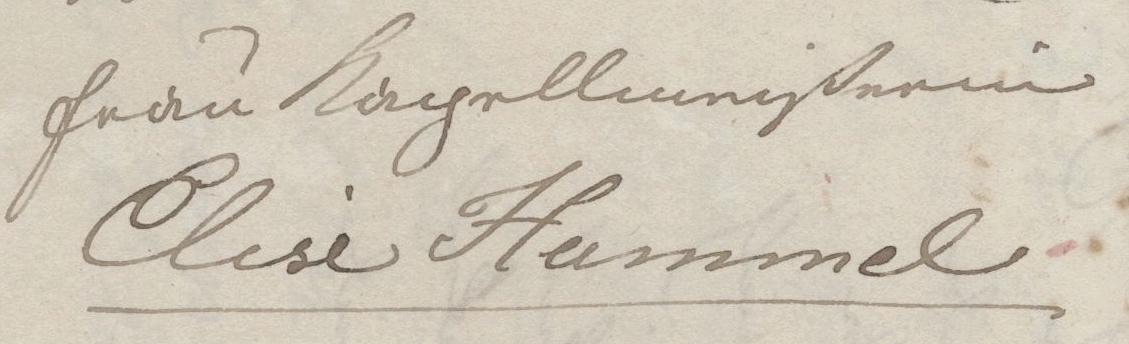
Anna Milder, Brief an ihre Freundin „Elise Hummel“, 1830 (Auszug) – Düsseldorf, Goethe-Museum

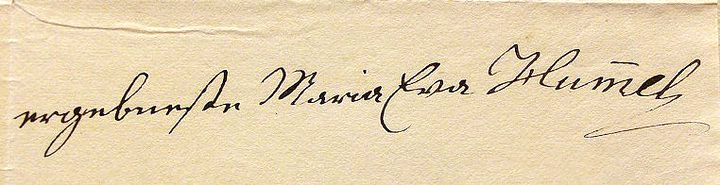
Unterschrift von „Maria Eva Hummel“, 1837 – Wiener Stadt- und Landesarchiv, Private Institutionen, Haydn-Verein, A3/2

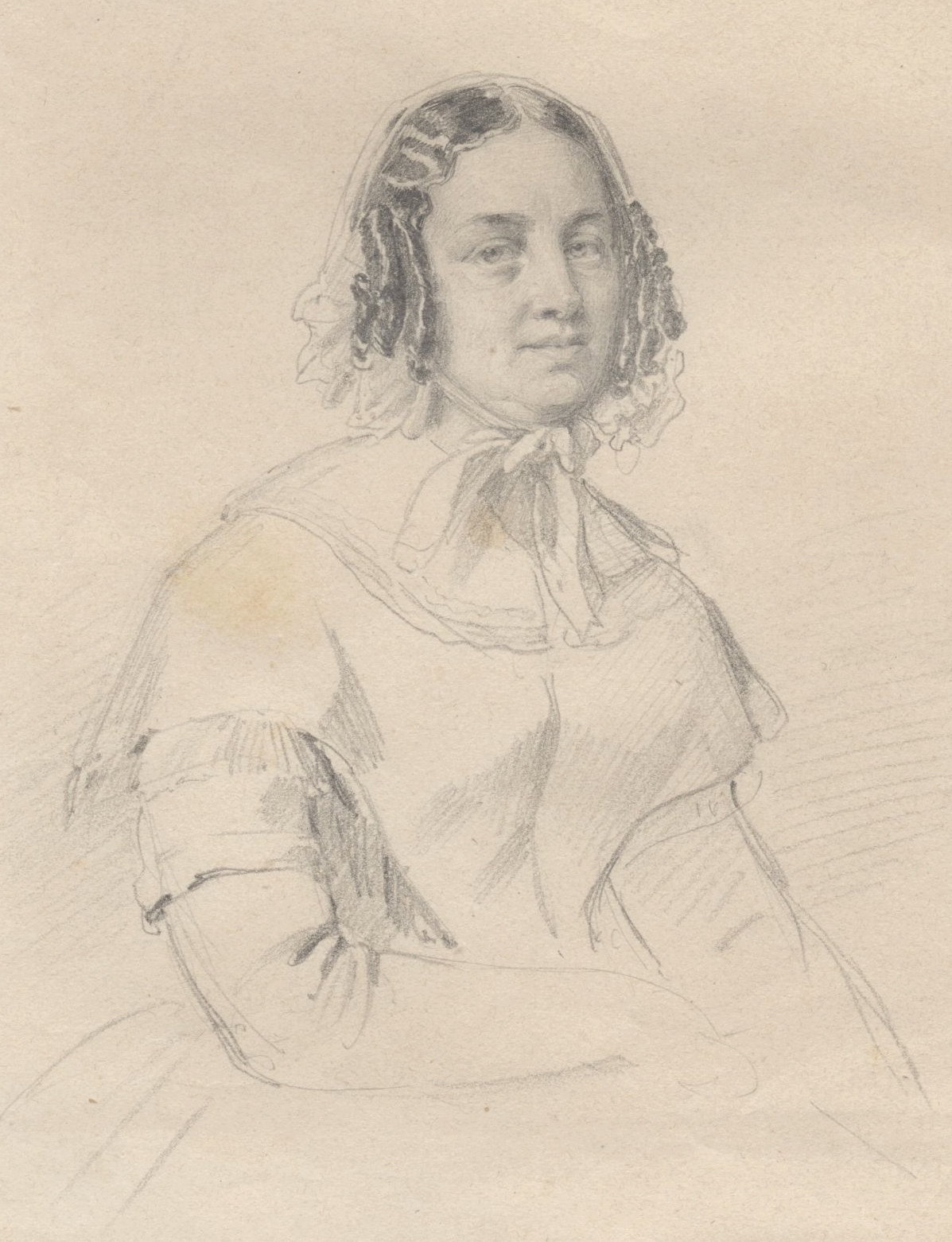
Elisabeth Hummel geb. Röckel, Bleistiftzeichnung von Friedrich Pecht, 1845 – Düsseldorf, Goethe-Museum

Nachruf in der Weimarischen Zeitung vom 6. März 1883 mit der Bemerkung: „Zu ihren Verehrern gehörte auch Beethoven.“

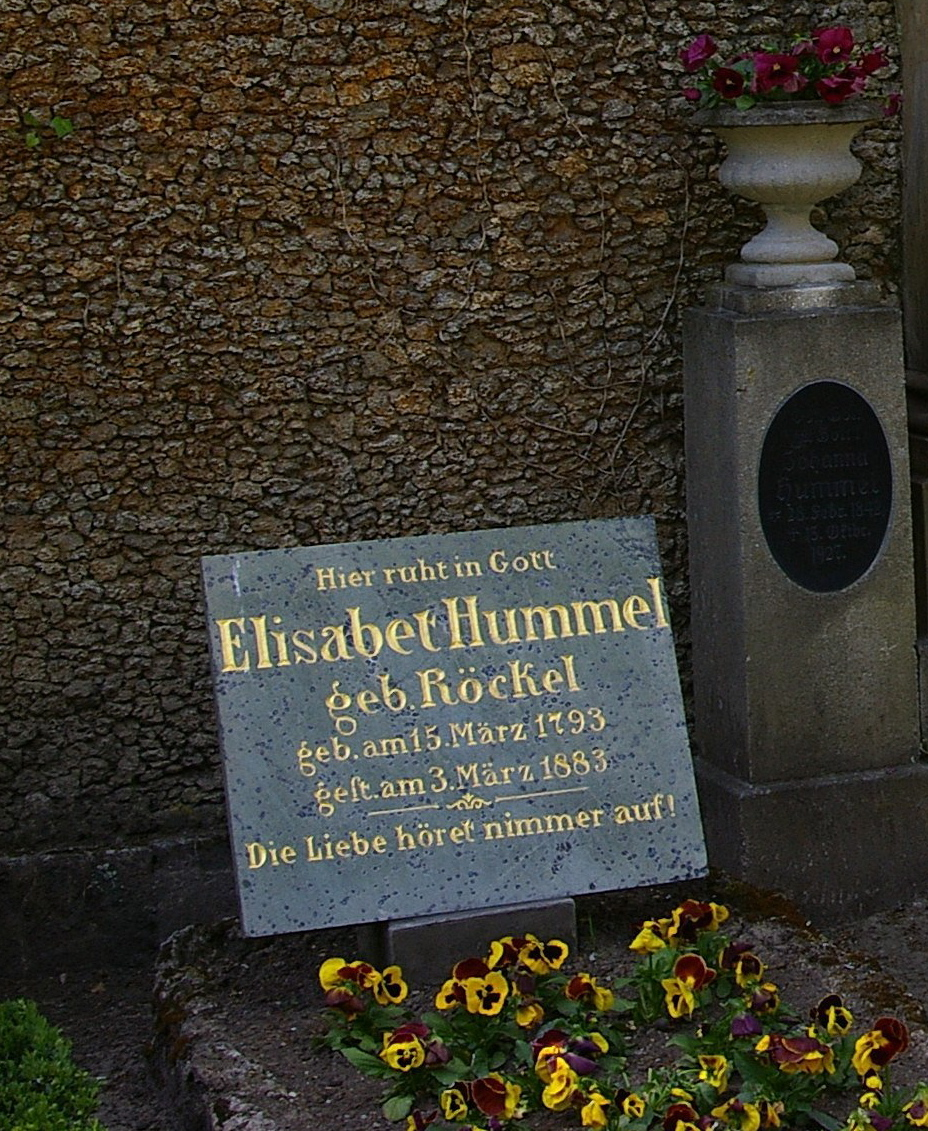
Das Grab Elisabeth Hummels geb. Röckel auf dem Historischen Friedhof in Weimar

Elisabeth Röckel (getauft als Maria Eva; * 15. März 1793 in Neunburg vorm Wald; † 3. März 1883 in Weimar) war eine deutsche Opernsängerin (Sopran). Sie gehörte 1808 bis 1810 zum engsten Freundeskreis von Beethoven, der ihr vermutlich sein Klavierstück Für Elise widmete, und heiratete 1813 den Komponisten Johann Nepomuk Hummel.

## Jugendjahre und Ehe mit Johann Nepomuk Hummel
Elisabeth Röckel war die Tochter des Strumpfwirkers Joseph Röckel (* um 1758, † 30. Juli 1827 in Wien) und dessen Frau Elisabeth geb. Diemand (* 1756, † 7. Juni 1840 in Wien). Beide hatten am 18. Januar 1780 in Unterauerbach geheiratet und waren anschließend ins benachbarte Neunburg gezogen, in die Heimatstadt der Braut.
Elisabeth Röckel wurde ursprünglich auf die Namen „Maria Eva“ getauft, wahrscheinlich nach ihrer Taufpatin, einer Maria Eva Grueber. Sie hatte noch elf Geschwister, darunter den Tenor Joseph August Röckel, der am 29. März und 10. April 1806 in Wien unter Beethovens eigener Leitung als Florestan im Fidelio (zweite Fassung) auftrat und daraufhin einer der engsten Freunde Beethovens wurde. 
Etwa zur selben Zeit übersiedelte sie gleichfalls nach Wien und zog zunächst zu ihrem Bruder in dessen Dienstwohnung im Theater an der Wien. Im Konskriptionsbogen des Theaters ist sie als „Elis.[abeth] Rökel“ verzeichnet, hatte also bereits den mütterlichen Vornamen „Elisabeth“ angenommen, unter dem sie bekannt wurde. Eine Dienstwohnung in diesem Theater hatte damals auch Beethovens Fidelio-Darstellerin Anna Milder, die eine von Elisabeths besten Freundinnen wurde. Noch 1830 richtete die berühmte Sängerin, nachdem sie während eines Weimarer Gastspiels bei Elisabeth gewohnt hatte, einen Brief an „Frau Kapellmeisterin Elise Hummel“ und unterzeichnete ihn mit: „Deine alte Freundin Anna Milder“.
Solche Namensänderungen waren in Künstlerkreisen nicht ungewöhnlich: So wurde der Wiener Theaterintendant und Mozart-Freund Emanuel Schikaneder ursprünglich auf die Namen „Johann Joseph“ getauft und der Komponist Leopold Koželuch auf die Namen „Johann Anton“. In den pfarramtlichen Kirchenbüchern von Wien und Weimar sowie in Hummels Testament wird sie als „Maria Eva Elisabeth“ bezeichnet, ihren Pensionsantrag unterzeichnete sie nach dessen Tod als „Maria Eva“, als Künstlerin wird sie in allen Quellen „Elisabeth“ genannt.
Wie ihr Bruder sowie ihre Freundin Anna Milder-Hauptmann gehörte auch Elisabeth Röckel bald zu Beethovens engstem Freundeskreis. Daneben nahm sie in Wien Gesangs- und Schauspielunterricht und startete bald eine überaus erfolgreiche Theaterlaufbahn. Ihr erstes Engagement erhielt sie in Bamberg am heutigen E.T.A.-Hoffmann-Theater durch den zeitweiligen Wiener Hoftheaterdirektor Franz Ignaz von Holbein, der im April 1810 die Intendanz des Bamberger Theaters übernahm, das am 30. September nach längerer Pause wiedereröffnet wurde. Am 15. Oktober gab Elisabeth Röckel dort – an der Seite ihres Bruders – ihr Debüt in Mozarts Oper Don Giovanni. Die Bamberger Inszenierung inspirierte E. T. A. Hoffmann zu seiner Novelle Don Juan. Holbein schreibt über sie:

„Demoiselle Röckel, eine durch Jugend, Schönheit, Stimme und musikalische Bildung ausgezeichnete Anfängerin, war bald im Stande sich als erste Sängerin zu behaupten und würde bald auch eine der berühmtesten ihrer Zeit geworden sein, wenn ihre künstlerische Laufbahn nicht (wer sollte es glauben!) – von einem der berühmtesten Kapellmeister jener Zeit – gehindert worden wäre. – Dieser Kapellmeister war Hummel. Er heirathete sie, und sie zog das stille Walten der Hausfrau den glänzenden Verhältnissen einer gefeierten Künstlerin vor.“

Im Mai 1811 gastierte sie mit ihrem Bruder in Prag und debütierte schließlich am 8. Juli 1811 mit großem Erfolg am Wiener Kärntnertor-Theater als Emmeline in Joseph Weigls Oper Die Schweizerfamilie. Die Rolle entstand ursprünglich für Anna Milder-Hauptmann. Ignaz Franz Castelli, der Librettist der Oper, widmete ihr daraufhin in seiner Zeitschrift Thalia eine äußerst positive Besprechung. Der gleichfalls unter den Zuschauern weilende Graf Johann Nepomuk von Chotek notierte in seinem Tagebuch: „Ich sah heute in der Schweitzer Familie H. u Mlle Röckel als Gäste auftretten, der erste der vor einigen Jahren im Theater an der Wien engagirt war, hat einen ganz angenehmen aber nicht starken Tenor und spielte ganz leidentlich, seine Schwester aber ist wirklich eine eben so gute Schauspielerin als Sängerin, auch wurde sie nach Verdienst herausgerufen, sie hat eine recht gute wenn gleich nicht so wohlklingende und starke Stimme als die Milder, und eine recht hübsche Figur.“ In einer Besprechung des Sammler heißt es: „Mlle. Röckel ist ein sehr hübsches Mädchen von ungefähr sechzehn [!] Jahren.“ Zu ihren Bewunderern gehörte auch der Dichter Franz Grillparzer.
Mit ihrem Bruder lebte sie in dieser Zeit in der Vorstadt Windmühle, Rosengasse Nr. 56. Laut Castelli nahm sie Unterricht bei Adolph Duprée (1766–1833), von 1804 bis 1814 Mitglied des Burgtheaters. 
Am 6. April 1813 trat sie als Servilia in Mozarts Oper Titus letztmals in Wien auf. Am 16. Mai 1813 heiratete sie in der Pfarrkirche St. Joseph ob der Laimgrube den Komponisten Johann Nepomuk Hummel. Einer der Trauzeugen war der Komponist Antonio Salieri. Die Feier war offenbar ein gesellschaftliches Ereignis in Wien. Unter den Gästen befand sich der junge Arzt Johann Nepomuk von Ringseis, der wie Elisabeth aus der Oberpfalz stammte und zu den engsten Freunden von Clemens Brentano gehörte. Er schreibt in seinen Erinnerungen: 

„Zum Hochzeitsfest des berühmten Musikers Hummel, nachmals Kapellmeister in Weimar, gelangten wir durch Röckel, den Bruder seiner Braut, unserer Landsmännin aus Neunburg vor’m Wald, die als kleines Mädchen wegen trauriger Vermögensumstände durch eben jenen Bruder nach Wien gebracht worden war, um ihr musikalisches Talent und ihre Stimme auszubilden; so ward sie zuerst in Provinzstädten, dann in der Residenz eine beliebte Bühnensängerin, die sich besonders als Emmeline in der Schweizerfamilie einen Namen gemacht hat, aber mit ihrer Verheirathung nunmehr, vom Kaiser glänzend beschenkt, die Bühne verließ.“

Danach zog sie zu ihrem Mann in dessen Wohnung auf der Brandstatt Nr. 671, im dritten Stock, in unmittelbarer Nähe vom Stephansdom. 1816 übersiedelte sie mit ihm nach Stuttgart, wo sie 1817 letztmals auftrat. Ab 1819 lebte sie mit ihrer Familie in Weimar.
Aus der Ehe mit Hummel hatte sie zwei Söhne, den Musiker Eduard Hummel (1814–1893) sowie den Maler Carl Hummel (1821–1906). August Röckel (1814–1876), der Freund von Richard Wagner, war ihr Neffe.
Zu den Höhepunkten ihrer Ehejahre gehörten die Konzertreisen ihres Mannes, auf denen sie ihn regelmäßig begleitete, so nach Paris (1830) und nach London (1830, 1831 und 1833).

## Späteres Leben
Nach dem Tod ihres Mannes erbte Elisabeth Hummel das Weimarer Haus in der Marienstraße 8 und ein beträchtliches Vermögen, außerdem bezog sie eine lebenslange Witwenpension. Das Geld ließ sie zu großen Teilen ihrer Familie zugutekommen, darunter ihren Eltern und einigen notleidenden Geschwistern.
Als ihr Sohn Eduard Hummel nach dem frühen Tod seiner Frau Auguste geb. Coudray (1816–1844) Weimar verließ und später in die USA auswanderte, nahm sie zudem dessen Töchter Johanna (1842–1927) und Auguste (1844–1918) zu sich und zog sie groß. Eine weitere Vergrößerung ihrer Familie ergab sich aus der langjährigen Kerkerhaft ihres Neffen August Röckel, der – nachdem er an der Seite von Richard Wagner 1849 am Dresdner Maiaufstand teilgenommen hatte – dreizehn Jahre inhaftiert war, bis er am 10. Januar 1862 als letzter „Maigefangener“ entlassen wurde. In diesen Jahren lebte auch dessen Frau Caroline Röckel geb. Lortzing (1809–1871) in der Marienstraße 8, ebenso ihre drei Kinder.
Franz Liszt, der 1843 bis 1861 als Hofkapellmeister in Weimar tätig war, veranstaltete bereits am 31. Mai 1849 eine Benefizkonzert für die Familie August Röckels. Obwohl sich Liszt darüber hinaus häufig für die Werke seines Vorgängers Hummel engagierte, stand Elisabeth Hummel seinem Wirken sehr kritisch gegenüber und glaubte, er „zerstöre“ die wahre Kunst des Klavierspiels.

## Freundschaft mit Beethoven
Elisabeth Röckel hat später mehrfach von ihrer engen Freundschaft mit Beethoven erzählt. So berichtete sie Otto Jahn, „daß Beethoven sie mehr ausgezeichnet habe, als sie als ein junges Mädchen habe beanspruchen können, daß er stets herzlich und traulich zu ihr gewesen sei“. Ludwig Nohl vertraute sie an, dass sie mit Beethoven bei einer Abendgesellschaft des Gitarristen Mauro Giuliani gewesen sei, wo „Beethoven in der Ausgelassenheit seines rheinischen Naturells nicht nachgelassen habe sie zu stupfen und zu necken, so daß sie sich schließlich gar nicht vor ihm zu retten gewußt habe; er habe sie nämlich aus lauter Zuneigung immer in den Arm gekniffen.“ Angeblich wollte der Komponist Elisabeth sogar heiraten. 
Im April 1810, als sie das Engagement in Bamberg annahm, kam es vermutlich zu einer vorübergehenden Trübung der Beziehung, zumal diese Entscheidung Beethovens Hoffnungen auf ein noch engeres Verhältnis beendet haben dürfte. In einem Nekrolog auf die Sängerin heißt es, „dass Beethoven seine Zurückweisung durch Elisabeth Röckel schwer empfunden habe“.
Als sie ihn kurz vor seinem Tod – zusammen mit ihrem Mann und dessen Schüler Ferdinand Hiller – noch einmal besuchte, erfuhr jedoch sein Sekretär Anton Schindler von ihr selbst, „welch’ tiefe Wurzeln ihre einstige Liebe zu Beeth. geschlagen u noch immer in ihr lebe.“ Zunächst besuchten nur die beiden Männer den Komponisten, der schließlich darum bat, auch Elisabeth noch einmal sehen zu dürfen. Sie erfüllte den Wunsch des Sterbenden am 20. März 1827, wobei Beethoven an diesem Tag noch eine baldige Genesung erhoffte und ankündigte, „dann wolle er Frau Hummel auch besuchen“. Als sie ihn am 23. März erneut aufsuchte, konnte er schon nicht mehr sprechen. Wie Hiller berichtet, 

„nahm Hummel’s Gattin ihr feines Batistläppchen und trocknete ihm mehrmals das Antlitz damit. Nie werde ich den dankbaren Blick vergessen, mit welchem sein gebrochenes Auge dann zu ihr hinan sah.“

Am selben Tag erhielt sie zum Abschied eine Locke von seinem Haar und seine letzte Schreibfeder. Die irische Pianistin Bettina Walker, die kurz nach Elisabeths Tod nach Weimar kam, um bei Franz Liszt zu studieren, sah die Reliquien im Hummelschen Haus in der Marienstraße 8 in einem Rahmen an der Wand:

„There was a lock of Beethoven’s hair, cut from his head by the wife of Hummel, who, with her husband, visited him three or four days before his death. There was also a lock of Goethe’s hair; and both of these were enclosed in glass frames, and hung on the wall like pictures. Another of these frames contained the last pen Beethoven’s fingers had ever grasped; for on the same occasion when Hummel’s wife had asked him for a lock of his hair, she had also begged leave to carry away a pen which was lying on the bed, and Beethoven, who knew he was dying, put it himself into her hand; and, as long as she lived, it was one of her most precious and valued relics. (Dort war eine Locke von Beethovens Haar, die Hummels Frau, die ihn mit ihrem Mann drei oder vier Tage vor seinem Tod besucht hatte, von seinem Kopf geschnitten hatte. Es gab auch eine Locke von Goethes Haar, beide befanden sich in Glasrahmen und hingen an der Wand wie Bilder. Ein weiterer Rahmen enthielt die letzte Schreibfeder, die Beethovens Finger jemals ergriff. Bei derselben Gelegenheit, bei der Hummels Frau ihn nach der Haarlocke gefragt hatte, hatte sie ihn auch gebeten, ihr eine Feder zu überlassen, die auf dem Bett lag. Beethoven, der wusste, dass er starb, legte sie selbst in ihre Hand, und solange sie lebte war es eine ihrer kostbarsten und am meisten geschätzten Reliquien.)“

Der Glasrahmen mit Beethovens Locke und seiner letzten Schreibfeder befand sich noch 1934 in Florenz bei Wilhelm Hummel, einem Enkel Johann Nepomuk Hummels. Nach dem Tod von dessen Tochter Maria Hummel (1905–1975) gelangte er in den Besitz von Mike Hummel (1940–2012) in Los Angeles, dessen Frau Yvonne sie 2012 dem Beethoven Center der San José State University vermachte. Eine weitere Haarlocke Beethovens aus dem Nachlass Elisabeth Hummels, deren Provenienz unklar ist, befindet sich heute im Beethoven-Haus in Bonn.
Beethoven hatte Hummel gebeten, am 7. April 1827 in einem Benefizkonzert zu Gunsten seines Sekretärs Anton Schindler aufzutreten, in dem er ursprünglich selbst mitwirken wollte. Schindler erzählte später Gerhard von Breuning, dass Hummel dies zunächst ablehnte und erst auf eindringliches Bitten Elisabeths zusagte:

„Ja, es ist wahr, daß Hummel, obgleich er Beethoven auf seinem Sterbebette Mitte März zugesagt hatte, statt seiner in meinem Concerte am 7. April 1827 im Josefstädter Theater zu spielen, nach dessen Tode sein Wort zurücknehmen wollte. Doch Hummel’s Frau, geb. Röckel, die noch in Weimar als Witwe lebt, ward einst von Beethoven geliebt, – er wollte sie heirathen; aber Hummel hatte sie ihm weggefischt. Als diese von mir den geänderten Entschluß ihres Mannes hörte, antwortete sie mir: „Ich bewahre fortan so viel Zuneigung für Beethoven’s Andenken, daß ich dieß nicht zulassen werde. Machen Sie keinen Schritt bei meinem Manne; ich verspreche Ihnen, daß er Ihnen spielen wird.“ – Und Hummel spielte wirklich, und zwar phantasirte er über ein Thema Beethoven’s in unvergleichlich schöner Weise.“

Gemeint ist das Allegretto aus Beethovens 7. Sinfonie.

## Albumblatt „Für Elise“
Der Beethoven-Forscher Klaus Martin Kopitz vermutet, dass Elisabeth Röckel die Widmungsempfängerin des Albumblatts „Für Elise“ war. Das Autograph des 1810 entstandenen Stücks trug die Widmung „Für Elise am 27 April zur Erinnerung von L. v. Bthvn“. Kopitz führt folgende Indizien an:
- Elisabeth Röckel war zur fraglichen Zeit eng mit Beethoven befreundet.
- Elisabeth Röckel wurde in Beethovens Freundeskreis, etwa von Anna Milder-Hauptmann, tatsächlich „Elise“ genannt. 1814, bei der Taufe ihres Sohns Eduard, wurde sie sogar als „Maria Eva Elise“ registriert.[30]
- Elisabeth Röckels erstes Engagement in Bamberg war offenbar der Anlass zur Entstehung des Stücks, denn dieses entschied sich, als der Wiener Schauspieler und Hoftheaterdichter Franz Ignaz von Holbein vom 1. bis 24. April 1810 in Bamberg gastierte.[31] Noch am Tag seiner Ankunft sagte er zu, die Leitung des Theaters zu übernehmen und stellte sein Ensemble zusammen, darunter Elisabeth Röckel und ihren Bruder.[32]

Einem Aufsatz von Max Unger folgend, hatte die Forschung früher behauptet, es habe zur fraglichen Zeit keine Frau namens „Elise“ in Beethovens Leben gegeben, und angenommen, jene „Elise“ sei Therese Malfatti gewesen. Der Wiener Musikwissenschaftler Michael Lorenz bezweifelt Kopitz’ These, da er bislang nicht stichhaltig erklären konnte, wie das Autograph des Albumblatts von Elisabeth Hummel zu Therese Malfatti oder Babette Bredl in München gelangt sein soll.